# Bao
『Bao』（バオ、原題：Bao）は、ピクサー・アニメーション・スタジオ製作による短編アニメーション映画。アメリカ合衆国で2018年6月15日、日本で同年8月1日公開。同時上映は『インクレディブル・ファミリー』。第91回アカデミー賞短編アニメ賞受賞作品。

## 概要
ピクサー初の食べ物を主人公にした作品で、監督のドミー・シーはスタジオ初の女性・アジア人監督となる。元々はピクサー映画としてではなく、あくまで監督の個人的な創作活動として、ジンジャーブレッドマンの中国版をやってみたいとはじめたものだった。
タイトルの「Bao」は中国語で小籠包の「包」（拼音: bāo）を指すが、同時に「宝」（拼音: bǎo）とのダブル・ミーニングにもなっている。

## あらすじ
ある日、女性が食べようとした手作りの小籠包に命が宿った。愛情を込めて育てていくが、成長するにつれ反抗的になり、遂には恋人を連れ家を出ていこうとする。そんな小籠包を女性は思わず食べてしまい、その自分の仕出かしたことに悲嘆に暮れる。そこで女性の目が覚め、今までの小籠包の物語は夢だったらしいことがわかる。そこに喧嘩をし家を出ていた女性の息子が帰宅する。息子と仲直りした女性は、息子の恋人（夢の中の小籠包の恋人と同じ）も加えた家族と共に、小籠包を作るのだった。